# Gauliga Bayern 1944/45
De Gauliga Bayern 1944/45 was het twaalfde voetbalkampioenschap van de Gauliga Bayern. De Tweede Wereldoorlog liep op zijn laatste benen en de Gauliga werd nog verder onderverdeeld. Niet alle kampioenschappen werden beëindigd en er werd ook geen eindronde om de landstitel meer gespeeld.

## Eindstand

### Groep München-Oberbayern
| Plaats | Club                  | Wed.           | W              | G              | V              | Saldo          | Ptn.           |
| ------ | --------------------- | -------------- | -------------- | -------------- | -------------- | -------------- | -------------- |
| 1.     | FC Bayern München     | 15             | 14             | 1              | 0              | 75:15          | 29:1           |
| 2.     | TSV 1860 München      | 14             | 8              | 2              | 4              | 47:27          | 18:10          |
| 3.     | SC Bajuwaren München  | 14             | 6              | 4              | 4              | 17:27          | 16:12          |
| 4.     | FC Wacker München     | 14             | 6              | 1              | 7              | 20:31          | 13:15          |
| 5.     | SpVgg Sendling        | 15             | 5              | 3              | 7              | 20:31          | 13:17          |
| 6.     | FC Hertha München     | 14             | 4              | 3              | 7              | 26:44          | 11:17          |
| 7.     | FC Alte Haide München | 14             | 3              | 3              | 8              | 29:41          | 9:19           |
| 8.     | VfB München           | 14             | 3              | 1              | 10             | 19:59          | 7:21           |
| 9.     | KSGMTV/VfB Ingolstadt | 6              | 2              | 0              | 4              | 17:16          | 4:8            |
| 10.    | LSV Fürstenfeldbruck  | Teruggetrokken | Teruggetrokken | Teruggetrokken | Teruggetrokken | Teruggetrokken | Teruggetrokken |

|  | Kampioen |

### Groep Schwaben
| Plaats | Club                    | Wed. | W | G | V | Saldo | Ptn. |
| ------ | ----------------------- | ---- | - | - | - | ----- | ---- |
| 1.     | TSV Schwaben Augsburg   | 10   | 6 | 0 | 4 | 27:22 | 12:8 |
| 2.     | KSG BC/Post SG Augsburg | 8    | 4 | 3 | 1 | 27:16 | 11:5 |
| 3.     | LSV Kaufbeuren          | 6    | 4 | 0 | 2 | 25:8  | 8:4  |
| 4.     | TV Landsberg            | 7    | 3 | 2 | 2 | 19:18 | 8:6  |
| 5.     | VfL Günzburg            | 7    | 3 | 0 | 4 | 13:18 | 6:8  |
| 6.     | Reichsbahn SG Pfersee   | 6    | 2 | 1 | 3 | 10:13 | 5:7  |
| 7.     | TSG 1885 Augsburg       | 6    | 0 | 0 | 6 | 5:31  | 0:12 |

### Groep Mittelfranken
| Plaats | Club                                        | Wed.           | W              | G              | V              | Saldo          | Ptn.           |
| ------ | ------------------------------------------- | -------------- | -------------- | -------------- | -------------- | -------------- | -------------- |
| 1.     | SpVgg Fürth                                 | 7              | 5              | 1              | 1              | 29:13          | 11:3           |
| 2.     | 1. FC Nürnberg                              | 5              | 4              | 0              | 1              | 21:8           | 8:2            |
| 3.     | KSG Wacker/Pfeil-Viktoria Nürnberg          | 4              | 2              | 1              | 1              | 16:15          | 5:3            |
| 4.     | SG Nürnberg                                 | 5              | 2              | 1              | 2              | 22:14          | 5:5            |
| 5.     | KSG Post SG Fürth/Reichsbahn Nürnberg-Fürth | 5              | 1              | 1              | 3              | 12:24          | 3:7            |
| 6.     | FC Eintracht Franken Nürnberg               | 3              | 0              | 2              | 1              | 8:15           | 2:6            |
| 7.     | KSG FC/TV Zirndorf                          | 2              | 0              | 0              | 2              | 5:8            | 0:4            |
| 8.     | VfL Nürnberg                                | 3              | 0              | 0              | 3              | 4:20           | 0:6            |
| 9.     | FC Stein                                    | Teruggetrokken | Teruggetrokken | Teruggetrokken | Teruggetrokken | Teruggetrokken | Teruggetrokken |

### Groep Oberfranken
De competitie werd in de herfst van 1944 gestaakt, uitslagen zijn niet meer bekend enkel deelnemende teams.
- 1. FC 01 Bamberg
- Reichsbahn Weiden
- VfB 1907 Coburg
- FC Michelau
- Bayern Hof
- KSG Bayreuth

### Groep Oberpfalz-Niederbayern
De competitie werd in de herfst van 1944 gestaakt, uitslagen zijn niet meer bekend enkel deelnemende teams.
- SSV Jahn Regensburg
- FC Straubing
- LSV Straubing
- RSG Regensburg
- Walhalla Regensburg
- Turnerschaft Regensburg
- RSG Schwandorf
- SpVgg Landshut